# Land van Beveren
Het Land van Beveren (±1120–1794) was een heerlijkheid in het graafschap Vlaanderen. Ze omvatte de dorpen Beveren, Kallo, Verrebroek en Kieldrecht. De heerlijkheid bezat ook delen van de omringende dorpen Meerdonk, Vrasene, Melsele, Zwijndrecht en Haasdonk. Verderaf lagen exclaves in Sint-Niklaas, Belsele, Sombeke en Lokeren.

## Geschiedenis
De heerlijkheid kwam voort uit de Waasgouw, waardoor ze omgeven was behalve ten noorden omdat hier de slikken van de Westerschelde begonnen. De hypothese dat Beveren al een versterking had in de 9e eeuw, wordt niet ondersteund door archeologische vondsten. Wel is duidelijk dat de geschiedenis van de centrale burcht, de Singelberg, opklimt tot het begin van de 12e eeuw.
De eerste landsheer die genoemd wordt in de geschreven bronnen, Diederik I, stamt uit diezelfde periode. Volgens de huidige inzichten was hij een "vrije man" uit de omgeving, die door de graaf van Vlaanderen formeel beleend werd met de rechten en inkomsten te Beveren. Bijgevolg bezat de heerlijkheid ook geen keure zoals de steden en gebieden die een dergelijke zelfstandigheid dankten aan de verlening van vrijheden. De landsheer en de schepenbank hadden een grote mate van zelfbestuur. Het landje had zijn eigen belastingen, maar moest tevens bijdragen aan grafelijke belastingen zoals het "transport van Vlaanderen".
Zie heren van Beveren voor een overzicht van Diederiks latere opvolgers. Een tijdlang trad de graaf van Vlaanderen rechtstreeks op als landsheer. Dit kwam doordat heer Hugo, een zoon van Theobald II van Lotharingen en Isabella van Rumigny, de heerlijkheid wegens schulden moest verkopen aan de leenheer, graaf Lodewijk I van Vlaanderen (1335). De personele unie van Vlaanderen en Beveren bleef bestaan totdat Filips de Goede de heerlijkheid opnieuw in leen gaf (1449). In 1577 werd de heerlijkheid opnieuw verkocht, ditmaal aan het Huis Croÿ.
In 1577 kwam Antwerpen onder controle van de Staten-Generaal van de Nederlanden (zie Antwerpse Republiek). In 1584 kwam de Spaanse landvoogd Parma naar de streek om te beginnen aan het beleg van Antwerpen (1584-1585). Hij nam zijn intrek in het kasteel Singelberg. Langs de Schelde liet hij diverse schansen oprichten. Hiervan lag het fort Sint-Marie op het grondgebied van Kallo. Aan het einde van het beleg kwam Filips van Marnix van Sint-Aldegonde naar Beveren om Antwerpen formeel over te dragen.
Voor de inning van grafelijke belastingen vielen Beveren en de aangrenzende heerlijkheden – de "vrije polders" Ketenisse, den Doel en Saeftinghe – onder het baljuwschap Waas. In 1631 startte de schepenbank een rechtszaak tegen de Leden van Vlaanderen, omdat Beveren plots afzonderlijk aangeslagen werd. Dankzij de rechtszaak werden de berekeningen opnieuw gedaan op basis van het vastgelegde totaal voor het baljuwschap Waas; anderzijds werd dit totaal vermeerderd met een extra bijdrage van Beveren.
In 1794 werd de heerlijkheid opgeheven op laste van de Eerste Franse Republiek, en in 1795 werd het gebied ingedeeld bij het departement Schelde.